# Nannocharax ogoensis
Nannocharax ogoensis är en fiskart som beskrevs av Pellegrin, 1911. Nannocharax ogoensis ingår i släktet Nannocharax och familjen Distichodontidae. IUCN kategoriserar arten globalt som otillräckligt studerad. Inga underarter finns listade i Catalogue of Life.